# Off the Map (video)
Off the Map è un DVD dei Red Hot Chili Peppers, pubblicato nel 2001.

## Il video
Include canzoni dei loro vari concerti negli Stati Uniti nel 2000 durante il tour di Californication, anche se è stato distribuito come unico show. È stato diretto da Dick Rude (che ha girato anche i clip di Catholic School Girls Rule e di Universally Speaking).
La canzone What Is Soul, scritta in precedenza da George Clinton dei Funkadelic, venne pubblicata nel 2002 come B-side del singolo By the Way. Nonostante la cover abbia il testo simile alla canzone dei Funkadelic, il riff suonato da Flea e John Frusciante è ispirato ad un'altra loro canzone, Mommy, What' s a Funkadelic?.
Nel DVD sono compresi, oltre allo show, interviste al gruppo e un video sul dietro le quinte del concerto.

## Tracce
1. Opening
2. Around The World
3. Give It Away
4. Usually Just A T-Shirt #3 (assolo di John Frusciante)
5. Scar Tissue
6. Suck My Kiss
7. If You Have To Ask
8. Subterranean Homesick Blues
9. Otherside
10. Blackeyed Blonde
11. Pea
12. Blood Sugar Sex Magik
13. Easily
14. What Is Soul?
15. (The Jam)
16. Fire
17. Californication
18. Right On Time
19. Under The Bridge
20. Me & My Friends

### Tracce bonus
1. Skinny Sweaty Man
2. I Could Have Lied
3. Parallel Universe
4. Sir Psycho Sexy
5. Search And Destroy

## Formazione
- Anthony Kiedis - voce
- John Frusciante - chitarra, voce
- Flea - basso, cori, tromba, voce (traccia 11)
- Chad Smith - batteria